# Tití del riu Mayo
El tití del riu Mayo (Plecturocebus oenanthe) és un primat platirrí de la família dels pitècids. Aquesta espècie és endèmica de la conca del riu Mayo, al departament de San Martín (Perú). Viu als boscos tropicals a una altitud d'entre 750 i 950 msnm, tant a terra ferma com en àrees estacionalment inundades.